# Capnolymma cingalensis
Capnolymma cingalensis – gatunek chrząszcza z rodziny kózkowatych i podrodziny zmorsznikowych (Lepturinae) lub Dorcasominae.

## Taksonomia
Gatunek ten został opisany w 1906 roku przez Charlesa J. Gahana.

## Opis
Ciało długości od 11,3 do 17,4 mm, brązowe z rudobrązowym odwłokiem, odnóżami i środkiem pokryw, ciemnoszaro omszone. Na przedpleczu, delikatnie pomarszczenie punktowanym i barwy brązowawej, obecnych kilka linii pompileto-białego omszenia, z których środkowa rozdziela się tuż przed środkiem tak aby zamknąć obszar kształtu ściętego rombu. Z kątów bocznych biegną ku tyłowi, do połowy drogi do nasady przedplecza, dwie nieco zakrzywione linie. Tarczka gęsto, biało owłosiona. Pokrywy punktowane zwarto i raczej silnie; 6,5 do 10 mm długie, a na wysokości barków od 3 do 5,3 mm szerokie; na wierzchołku ścięte.

## Biologia i ekologia
E. A. J. Duffy podaje jako rośliny żywicielskie larw tego gatunku Terminalia paiculata i Pterocarpus dalbergioides. Co najmniej dwa indyjskie osobniki odłowiono lasach sandałowcowych, co może wskazywać również na sandałowca jako roślinę żywicielską.

## Rozprzestrzenienie
Do niedawna uchodził za gatunek endemiczny dla Sri Lanki, znany wyłącznie z materiału typowego. W latach 1995–2004 znaleziono trzy osobniki w Ghatach Zachodnich stanu Karnataka (południowo-zachodnie Indie). W sumie do 2011 roku z tego stanu poznano 4 osobniki. Obecność w południowych Indiach została uwzględniona w wykazie kózkowatych Sri Lanki z 2008 roku.